# Ivan Tyerentyjevics Klejmjonov
Ivan Tyerentyjevics Klejmjonov (oroszul: Иван Терентьевич Клеймёнов; Sztaraja Szurava, 1898. április 13. – Moszkva, 1938. január 10. tudós, hadmérnök, rakétatervező.

## Életpálya
1918-ban a középiskolát elvégezve csatlakozott a Munkás-paraszt Vörös Hadsereghez. Még ebben az évben tüzérségi tanfolyamot végzett, megnősült, majd a frontra kérte magát. A keleti frontra került. 1920-ban Moszkvában, a katonai Akadémián gyorsított továbbképzésbe részesült, a délnyugati fronton folytatta szolgálatát. Pártiskolába került, majd egy felkelés leverésében megsebesült. 1921-btől a Moszkvai Állami Egyetem hallgatója, majd 1923-tól 1928-ig a Zsukovszkij Katonai Repülő Mérnöki Akadémián szerzett mérnöki oklevelet. Diploma után egy évet Moszkvában, majd Németországban a kereskedelmi szolgálat helyettesvezetője. Több európai országban megfordult. 1932-ben visszatért Moszkvába. Rövid időn belül a Gázdinamikai Laboratórium (GDL) vezetői állományába kerül. 1933-ban a GDL és a polgári GIRD (Rakétamozgást Tanulmányozó Csoport, vezetője Koroljov) egyesítéséből létrejött az RNII (oroszul: Reaktyivnij Naucsno-Isszledovatyelszkij Insztyitut) Rakétakutató Tudományos Kutatóintézet parancsnoka (1933-1937). Nagyban hozzájárult a Katyusa rakéta-sorozatvető létrehozásában.
1937-ben Sztálin sokadik tisztogatási hullámában letartóztatták, megkínozták, majd 1938-ban kivégezték.

## Szakmai sikerek
- 1967-ben emlékére nevét a Hold túlsó oldalán kráter viseli.
- 1991-ben megkapta a Szocialista Munka Hőse kitüntetést.
- Több kitüntetéssel ismerték el szakmai munkáját.